# Topole (gmina Mengeš)
Topole – wieś w Słowenii, w gminie Mengeš. W 2018 roku liczyła 209 mieszkańców.